# 奧蒂河
奧蒂河（英語：Oti River，又名Pendjari）是西非的河流，發源自布基納法索，最後注入沃爾特水庫。奧蒂河是貝寧與布基納法索接壤邊境的一部分，也成為多哥和加納的部分邊境。奧蒂河流經貝南的彭賈里國家公園，以及多哥的凱蘭國家公園。